# 委内瑞拉中央大学

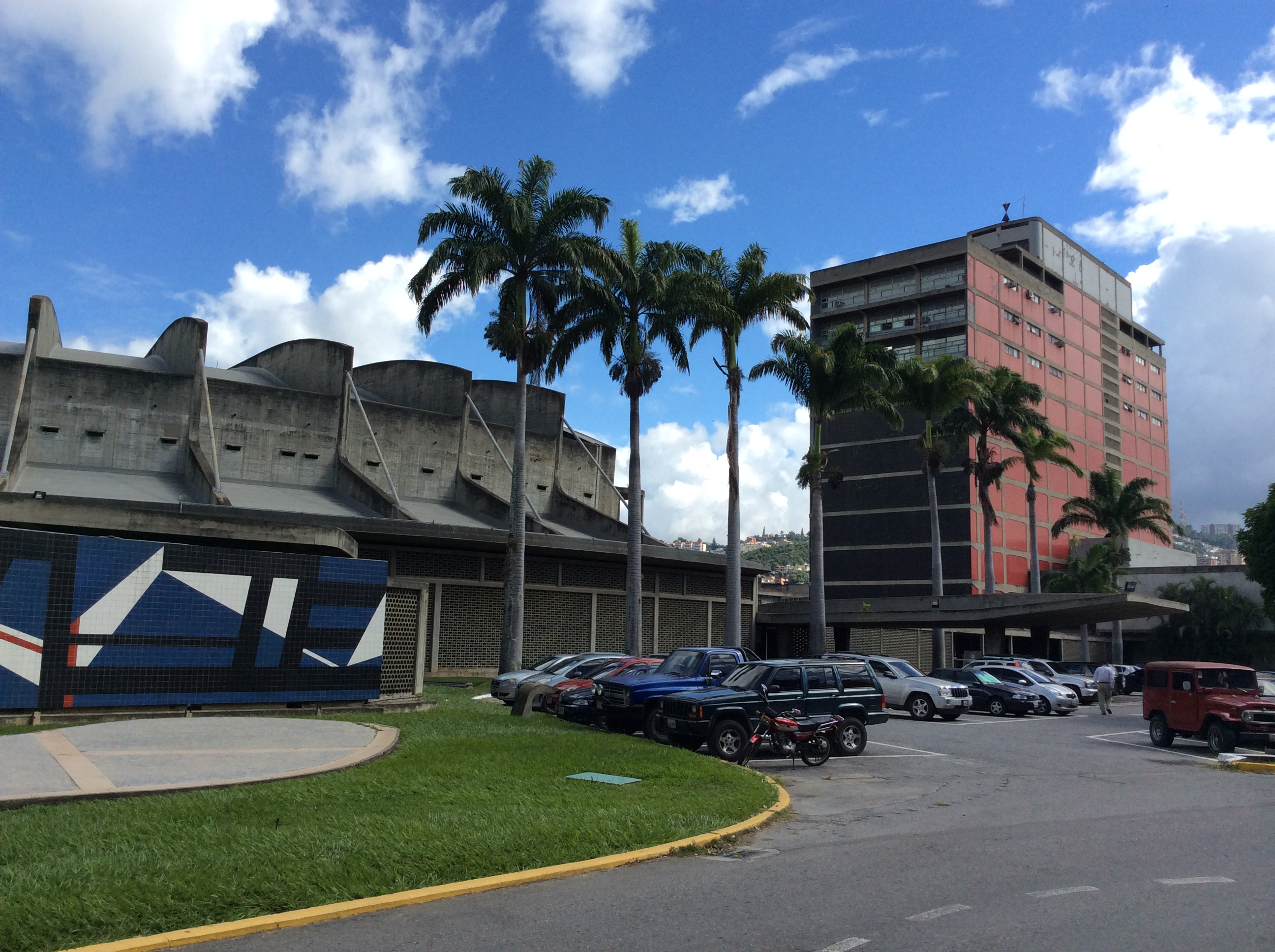
校园

委内瑞拉中央大学（西班牙語：Universidad Central de Venezuela）是委内瑞拉加拉加斯的一所公立大学，1721年创办，是该国第一所大學。2022年於QS世界大學排名拉丁美洲地區位列第40位。
大学主校区加拉加斯大学城是20世纪建筑师卡洛斯·劳尔·维拉努埃瓦设计的，2000年被列入UNESCO世界遗产。